# Synempora
Synempora là một chi bướm đêm thuộc họ Neopseustidae họ.

## Các loài
- Synempora andesae Davis & Nielsen, 1980